# Вулкан Татаринова
Вулкан Татаринова - діючий стратовулкан на острові Парамушир Великої Курильської гряди.                                   

Вулкан сягає висоти1530 м. Розташований у північній частині Карпинського хребта. На півночі примикає до вулкана Чикурачки. Являє собою неправильний масив конусів, що злилися, ускладнений декількома вершинами і бічними кратерами.
Нині фіксується термальна активність.
Складний андезитами. Вік вулкана - верхній плейстоцен - голоцен
Названий на ім'я секунд-майора Михайла Татаринова , штурмана Нерчинської експедиції 1753 .